# Senado estadual

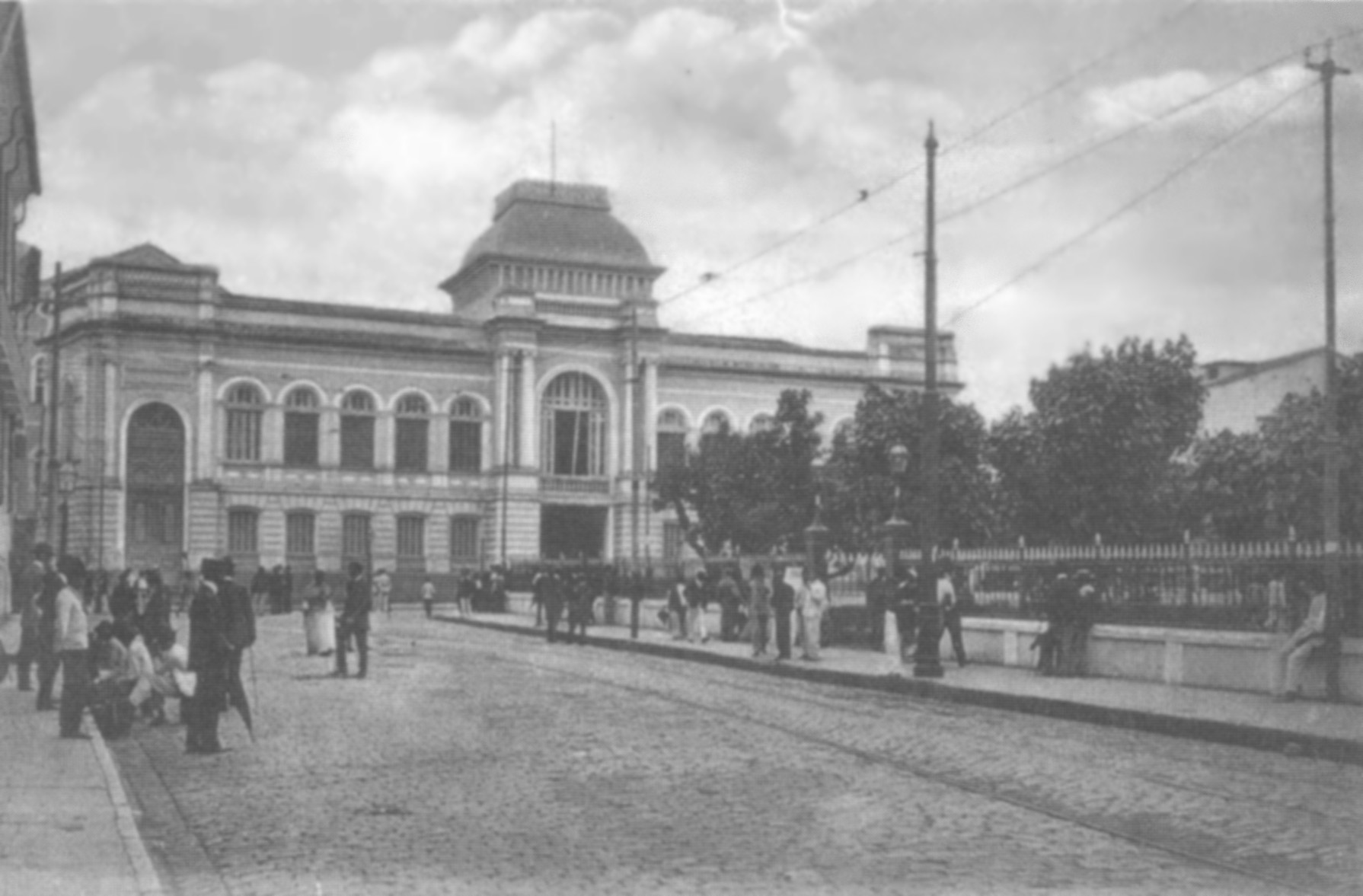
Prédio que sediou temporariamente o Senado Estadual da Bahia, em começos do século XX, situado à Praça da Piedade.

O Senado Estadual, no Brasil, era uma das casas do poder legislativo em alguns dos estados, foi usado pela primeira vez durante o período da República Velha.
A primeira Constituição republicana do Brasil, promulgada em 24 de fevereiro de 1891, deu grande liberdade aos estados para se organizarem, devendo apenas respeitar os princípios constitucionais da União. Antes mesmo da promulgação da Constituição de 1891, o Decreto n. 1, de 15 de novembro de 1889, pelo qual o Marechal Deodoro proclamou a república, já previu de forma genérica os princípios e diretrizes para a organização político-administrativa da nova forma de governo, estabelecendo em seu art. 3.º que cada estado, no exercício de sua soberania, decretaria oportunamente sua constituição local. Por sete meses, este era o único fundamento jurídico para a organização dos estados federados que aderissem à República, pois a Constituição Federal Provisória somente seria promulgada em 22 de junho de 1890, estabelecendo a regra de que casa estado teria autonomia para elaborar sua própria Constituição, desde que se organizassem sob a forma republicana e não contrariassem os princípios constitucionais da União.
Dessa forma, cabia a cada estado definir como seria organizado o seu poder legislativo, ou seja, unicameral (como atualmente, apenas a assembleia legislativa) ou bicameral (reproduzindo o modelo da União, com Câmara e Senado). A opção de alguns Estados por um modelo bicameral se deveu, portanto, mais à inspiração no modelo americano e a uma interpretação radical da regra de observância da forma republicana de organização política do que às forças políticas locais propriamente ditas, tanto que a duração deste modelo foi muito breve, à exceção do exemplo paulista, cujo congresso funcionou no modelo bicameral até 1930.

## Estados que constituíram senado estadual
De curtíssima duração na história da República, nove foram os estados que organizaram seu poder legislativo de forma bicameral, instituindo um senado estadual: Senado Estadual do Rio de Janeiro, Senado Estadual de Alagoas, Senado Estadual da Bahia, Senado Estadual do Ceará, Senado Estadual do Maranhão, Senado Estadual de Minas Gerais, Senado Estadual de Pernambuco, Senado Estadual do Pará, Senado Estadual de São Paulo, Senado Estadual de Goiás e Senado do Estado do Piauí. Os requisitos e forma de eleição previstos em cada uma das constituições estaduais. 